# Каргашинский сельский округ
Каргаши́нский се́льский о́круг — административно-территориальная единица на территории Сасовского района Рязанской области до 2004 г.
Административный центр — село Каргашино.

## История
Законом Рязанской области от 07.10.2004 № 96-ОЗ на территории Каргашинского, Кобяковского, Мокринского и Чубаровского были образовано одно муниципальное образование — Каргашинское сельское поселение с сохранением административного центра в селе Каргашино.

## Административное устройство
До 2004 года в состав Каргашинского сельского округа входили 4 населённых пункта:
1. с. Каргашино — административный центр
2. п. 12 лет Октября
3. с. Заболотье
4. д. Малое Хреново.

Территория современного сельского округа совпадает с территорией сельского поселения.